# Amata congener
Amata congener là một loài bướm đêm thuộc phân họ Arctiinae, họ Erebidae.